# Mikael Appelgren (tennis de table)
Pour les articles homonymes, voir Mikael Appelgren et Appelgren.
Mikael Appelgren (né le 15 octobre 1961) est un joueur de tennis de table suédois. Il a fait partie de cette fabuleuse équipe de joueurs suédois (Jan-Ove Waldner, Jörgen Persson, Peter Karlsson, Erik Lindh) qui a remporté dans les années 1980 et 90 tous les titres majeurs en simple et par équipe des grandes compétitions européennes et mondiales.
À 40 ans Mickael Appelgren fut encore finaliste des championnats de Suède, il a également remporté le titre de champion du monde vétérans en 2006. En mars 2009, à donc 47 ans et demi, il atteint encore les 8e de finales des championnats de Suède, seulement battu par Jörgen Persson. En 2012, il remporte le titre de champion du monde vétérans en catégorie V2 (plus de 50 ans) et l'année suivante le titre européen.

## Palmarès
| 1982 | - Champion d'Europe en simple - Coupe du monde : médaille d'argent - vainqueur du Top 12 européen |
| 1983 | - Coupe du monde : médaille d'or                                                                  |
| 1985 | - Champion du monde en double                                                                     |
| 1986 | - Vice-champion d'Europe en double                                                                |
| 1988 | - Champion d'Europe en simple - Champion d'Europe en double                                       |
| 1990 | - Champion d'Europe en simple - vainqueur du Top 12 européen                                      |
| 1992 | - Vice-champion d'Europe en double                                                                |

## Matériel
Mikael est sponsorisé par la marque de tennis de table Donic.